# Tipula subarmata
Tipula subarmata är en tvåvingeart som beskrevs av Alexander 1941. Tipula subarmata ingår i släktet Tipula och familjen storharkrankar.
Artens utbredningsområde är Paraguay. Inga underarter finns listade i Catalogue of Life.